# Hidetoshi Nakata
Hidetoshi Nakata (japanisch 中田英寿 Nakata Hidetoshi; * 22. Januar 1977 in Kōfu) ist ein ehemaliger japanischer Fußballspieler.

## Vereinskarriere
Hidetoshi Nakata stammt aus Kōfu, einer Stadt in den Japanischen Alpen (Präfektur Yamanashi). Als Schüler begann er an der High School mit dem organisierten Jugendfußball, bevor ihn der Profiklub Bellmare Hiratsuka mit 18 Jahren unter Vertrag nahm. Am 25. März 1995 bestritt Nakata gegen JEF United Ichihara (3:2-Sieg) seine erste Partie in der J-League. Nakatas Aufstieg zu einem der bekanntesten Spieler des Landes begann am 27. Dezember 1995, als er im Finale des Asienpokals der Pokalsieger den 2:1-Siegtreffer gegen al-Talaba SC erzielte. Er war ein begnadeter Techniker, der sich als Spielmacher im offensiven Mittelfeld zu einem wichtigen Leistungsträger entwickelte. Obwohl er mit Bellmare keinen weiteren Titel gewinnen konnte, wurde Nakata 1997 zu einem der besten Spieler der Liga gewählt (Best XI) und erhielt zweimal in Folge die Auszeichnung als Asiens Fußballer des Jahres (1997, 1998). In Anlehnung an seine Rückennummer 7 und extravagante Haarfrisuren erhielt Nakata den Spitznamen „Beckham Japans“ und avancierte zum größten Teenie-Idol des Landes. Nach 121 Pflichtspielen (21 Tore) für Bellmare wechselte Nakata 1998 als erster japanischer Profi seit Kazuyoshi Miura (1994) zur AC Perugia in die italienische Serie A. Die Ablösesumme lag bei umgerechnet vier Millionen US-Dollar. Durch seinen Auftritt bei der WM 1998 und dem  Transfer nach Europa, löste „Hide“ in seinem Heimatland eine regelrechte Fußball-Euphorie aus.
Gleich am 1. Spieltag der Saison 1998/99 erzielte Nakata gegen den amtierenden Meister Juventus Turin einen Doppelpack (3:4-Niederlage) und erwies sich für den Aufsteiger als die erhoffte Verstärkung (10 Tore in 33 Einsätzen). Nakata hatte sich in Italiens höchster Spielklasse etabliert und wechselte im Januar 2000 für 21,69 Millionen Euro von Perugia zur AS Rom. Damit war er der Rekordtransfer eines japanischen Fußballers. Ausgerechnet gegen seinen Ex-Klub schoss Nakata am 21. Spieltag das erste Tor für die Roma, kam allerdings auf Grund starker Konkurrenz im Mittelfeld (u. a. Francesco Totti, Damiano Tommasi, Cristiano Zanetti, Emerson) nicht über die Rolle eines Ergänzungsspielers hinaus. Obwohl sich Nakata keinen Stammplatz erkämpfen konnte, blieb seine Popularität in Japan ungebrochen und er war ein begehrter Werbepartner (Fila, MasterCard, Subaru, Armani). In der Saison 2000/01 waren die von Fabio Capello trainierten Römer ein aussichtsreicher Titelkandidat, die sich vor Juventus Turin an die Tabellenspitze setzten. Seine wohl beste Partie absolvierte Nakata am 29. Spieltag, als er gegen die Alte Dame beim Stand von 0:2 eingewechselt wurde und den Anschlusstreffer zum 1:2 besorgte sowie am Ausgleich entscheidend beteiligt war. Schließlich feierte die AS Rom am 17. Juni 2001 den Gewinn der italienischen Meisterschaft; der erste Scudetto seit 1983.
Nakata hatte sich nicht dauerhaft durchsetzen können und wechselte am 5. Juli 2001 für 28,4 Millionen Euro zum Ligakonkurrenten AC Parma. Durch seine Ablösesumme war Nakata der teuerste asiatische Fußballspieler, bevor  er 2015 von Son Heung-min übertroffen wurde (für 30 Millionen Euro zu Tottenham Hotspur). Die nächsten zweieinhalb Jahre spielte Nakata für Parma. Höhepunkt seiner Zeit war der Gewinn der Coppa Italia 2002. Im Final-Hinspiel gegen Juventus Turin überzeugte Nakata durch den wichtigen Anschlusstreffer zum 1:2. Nachdem er 2003/04 seinen Stammplatz verloren hatte, wurde er für die Rückrunde an den FC Bologna ausgeliehen. Am 18. Juli 2004 wechselte Nakata ablösefrei zur AC Florenz, allerdings konnte er nur noch selten sportlich überzeugen. Seine letzte Spielzeit als Profi verbrachte Nakata 2005/06 als Leihspieler bei den Bolton Wanderers in der englischen Premier League (21 Einsätze/1 Tor), bevor er seine Karriere im Alter von 29 Jahren beendete.
Zu dem Zeitpunkt hatte er seit dem 21. Mai 1997 insgesamt 77 Länderspiele absolviert und dabei elf Tore erzielt.

## Auszeichnungen
Nakata war 1997 und 1998 Asiens Fußballer des Jahres, gewann 2001 mit dem Verein AS Rom die italienische Meisterschaft und 2002 den italienischen Pokal (Coppa Italia) und gehört den FIFA 100 an.
Nakata wurde von Level-5 in das Spiel Inazuma Eleven als bester Spieler eingefügt sowie als Kapitän von Italiens Nationalmannschaft „Orpheus“.

## Nationalmannschaft
- Erstes Länderspiel gegen Südkorea
- Teilnahme an Weltmeisterschaften: 1998, 2002, 2006